# Maytenus truncata
Maytenus truncata är en benvedsväxtart som beskrevs av Reiss. Maytenus truncata ingår i släktet Maytenus och familjen Celastraceae. Inga underarter finns listade.